# 제37회 골든 글로브상
제37회 골든 글로브상은 1979년 상영된 영화 중 가장 뛰어난 영화를 수상하기 위해 1980년 1월에 열린 시상식이다. 미국,캘리포니아/비버리 힐튼 호텔에서 개최되었다.

## 수상 및 후보

### 세실 B. 데밀 상
- 헨리 폰다 수상

### 작품상-드라마
- 크레이머 대 크레이머 - 로버트 벤튼 수상
- 지옥의 묵시록 - 프란시스 포드 코폴라
- 노마 레이 - 마틴 리트
- 차이나 신드롬 - 제임스 브리지스
- 맨하탄 - 우디 앨런

### 여우주연상-드라마
- 노마 레이 - 샐리 필드 수상
- 전장의 우정 - 리사 에이크혼
- 루나 - 질 클레이버그
- 어둠 속의 약속 - 마샤 메이슨
- 차이나 신드롬 - 제인 폰다

### 남우주연상-드라마
- 크레이머 대 크레이머 - 더스틴 호프만 수상
- 차이나 신드롬 - 잭 레먼
- 어니언 필드 - 제임스 우즈
- 챔프 - 존 보이트
- 용감한 변호사 - 알 파치노

### 작품상-뮤지컬코미디
- 브레이킹 어웨이 - 피터 예이츠 수상
- 텐 - 블레이크 에드워즈
- 찬스 - 할 애쉬비
- 헤어 - 밀로스 포먼
- 로즈 - 마크 라이델

### 여우주연상-뮤지컬코미디
- 로즈 - 베트 미들러 수상
- 텐 - 줄리 앤드류스
- 찬스 - 셜리 맥클레인
- 인생 2장 - 마샤 메이슨

### 남우주연상-뮤지컬코미디
- 찬스 - 피터 셀러스 수상
- 째즈는 나의 인생 - 로이 샤이더
- 사랑의 새출발 - 버트 레이놀즈
- 텐 - 더들리 무어
- 드라큐라 도시로 가다 - 조지 해밀턴
- 사랑의 새출발 - 질 클레이버그

### 여우조연상
- 크레이머 대 크레이머 - 메릴 스트립 수상
- 크레이머 대 크레이머 - 제인 알렉산더
- 어둠 속의 약속 - 캐슬린 벨러
- 사랑의 새출발 - 캔디스 버겐
- 찬스 - 할 애쉬비

### 남우조연상
- 지옥의 묵시록 - 로버트 듀발 수상
- 로즈 - 프레더릭 포레스트
- 크레이머 대 크레이머 - 저스틴 헨리
- 리틀 로맨스 - 로렌스 올리비에
- 인생 2장 - 발레리 하퍼

### 외국어 영화상
- 새장 속의 광대 - 에두아르드 몰리나로 수상
- 유럽인들 - 제임스 아이버리
- 오렌지 군인 - 폴 버호벤
- 결혼이 우리를 갈라놓을 때까지 - 루이지 코멘치니
- 마리아 브라운의 결혼 - 라이너 베르너 파스빈더

### 감독상
- 지옥의 묵시록 - 프란시스 포드 코폴라 수상
- 차이나 신드롬 - 제임스 브리지스
- 브레이킹 어웨이 - 피터 예이츠
- 크레이머 대 크레이머 - 로버트 벤튼

### 각본상
- 크레이머 대 크레이머 - 로버트 벤튼 수상
- 차이나 신드롬 - 제임스 브리지스 외
- 찬스 - 제지 코신스키
- 브레이킹 어웨이
- 노마 레이 - 얼빙 라베치

### 음악상
- 지옥의 묵시록 - 카민 코폴라 수상
- 텐 - Henry Mancini
- 에이리언 - 제리 골드스미스
- 리틀 로맨스 - Georges Delerue
- 스타 트렉 - 제리 골드스미스

### 주제가상
- 로즈 - 아만다 맥브룸 수상
- 사랑이 머무는 곳에 - 마빈 햄리시
- 사랑의 새출발 - 마빈 햄리시
- 메인 이벤트 - 폴 자바라
- 머펫 무비 - 폴 윌리엄스

### 신인남우상
- 챔프 - 릭 슈로더 수상
- 브레이킹 어웨이 - 데니스 크리스토퍼
- 헤어 - 트리트 윌리암스
- 크레이머 대 크레이머 - 저스틴 헨리
- 플레이어(영어판) - Dean Paul Martin

### 신인여우상
- 로즈 - 베트 미들러 수상
- 사랑이 머무는 곳에 - 린-홀리 존슨
- 전장의 우정 - 리사 에이크혼
- 텐 - 보 데렉
- 골든걸 - 수잔 안톤

### 남자인기상
- 007 제11탄 - 문레이커 - 로저 무어 수상

### 여자인기상
- 차이나 신드롬 - 제인 폰다 수상

### 미스 골든 글로브
- 킴 카라스 수상

## 같이 보기
- 제52회 아카데미상
- 제33회 영국 아카데미 영화상